# Ingham County
Ingham County je okres v jižní části státu Michigan v USA. K roku 2010 zde žilo 280 895 obyvatel. Správním městem okresu je Mason. Celková rozloha okresu činí 1 453 km². Z části leží v tomto okresu i hlavní město státu Michigan Lansing.

## Sousední okresy
| Růžice kompasu |              | Clinton County | Shiawassee County | Růžice kompasu |
| Růžice kompasu | Eaton County | Sever          | Livingston County | Růžice kompasu |
| Růžice kompasu | Eaton County | Ingham County  | Livingston County | Růžice kompasu |
| Růžice kompasu | Eaton County | Jih            | Livingston County | Růžice kompasu |
| Růžice kompasu |              | Jackson County | Washtenaw County  | Růžice kompasu |